# 브라타흘리드

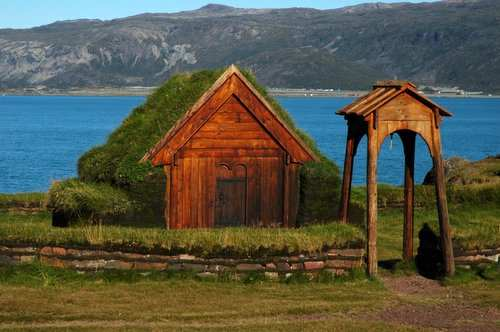
21세기에 재건한 바이킹 가옥.

브라타흘리드(고대 노르드어: Brattahlíð)는 10세기 말엽 그린란드 서남부의 바이킹 식민지 에위스트리뷔그드에 소재한 에이리크 라우디의 집이다. 오늘날의 카시아르수크에 위치해 있다. 바다에서 약 96킬로미터 떨어진 투눌리아르피크 협만에 들어 있어 바다의 폭풍을 막는다. 에이리크와 그 후손들은 15세기 말까지 여기에 살았다.

## 같이 보기
- 가르다르